# Deborah Asnis
Deborah Susan Asnis (17 juillet 1956 - 12 septembre 2015) est une spécialiste américaine des maladies infectieuses et chercheuse clinique sur le V.I.H., à qui l'on doit la déclaration des premiers cas humains du virus du Nil occidental aux États-Unis,.
En août 1999, Deborah Asnis, le chef des maladies infectieuses du Flushing Hospital Medical Center dans le Queens, New York, remarque deux patients masculins présentant des symptômes similaires et mystérieux comprennant une perte de contrôle des bras et des jambes, de fortes fièvres et une désorientation. Elle signale ces symptômes inhabituels aux autorités sanitaires, qui poursuivent les tests et les analyses de la maladie. Les patients de Deborah Asnis sont diagnostiqués avec le virus du Nil occidental en septembre 1999, les premiers cas humains connus de la maladie aux États-Unis,.
Deborah Asnis est félicitée pour avoir signalé les symptômes de ses patients aux autorités. Non seulement ses actions ont conduit à la découverte du virus du Nil occidental aux États-Unis, mais, en alertant les autorités, Deborah Asnis a probablement empêché une première épidémie de Nil occidental plus étendue dans le pays,.

## Biographie
Deborah Asnis naît le 17 juillet 1956 à New Hyde Park, dans l'État de New York, de Ruth (née Kornblum), professeure de comptabilité, et de Myron Deborah Asnis, dentiste. Elle est diplômée de la Roslyn High School de Roslyn, dans l'État de New York. Deborah Asnis obtient ensuite sa licence à l'université Northwestern et son diplôme de médecine à la Feinberg School of Medicine de Northwestern en 1981.
Elle a résidé à Hewlett, New York, avec son mari, Hal Kazdin ; le couple a deux fils, Joshua et Matthew Kazdin,.

### Découverte du virus du Nil occidental aux États-Unis
En août 1999, Deborah Asnis, spécialiste des maladies infectieuses au Flushing Hospital Medical Center dans le Queens, a remarqué deux patients de sexe masculin qui souffraient de symptômes similaires et inhabituels. Les deux patients, âgés respectivement de 60 et 75 ans, présentaient une paralysie soudaine des bras et des jambes, ainsi qu'une désorientation et une forte fièvre,. Les tests de laboratoire ont également révélé un nombre élevé de globules blancs dans le liquide céphalorachidien des deux hommes. Aucun des patients ne répondait aux médicaments antiviraux. Les premières hypothèses possibles incluaient le botulisme, l'encéphalite virale, le syndrome de Guillain-Barré ou la méningite, mais aucune de ces maladies ne correspondait exactement aux symptômes. Asnis décide de chercher un diagnostic plus concret en contactant les autorités et d'autres collègues.
Le lundi 23 août 1999, Deborah Asnis a contacté Marcelle Layton, l'épidémiologiste en chef du département de la santé de la ville de New York, pour lui faire part des symptômes de ses patients. Layton a conseillé à Asnis d'envoyer des échantillons de sang et de liquide céphalorachidien des patients au département de la santé de l'État de New York à Albany pour une analyse plus approfondie. Le vendredi 27 août 1999, quatre jours seulement après que Deborah Asnis ait contacté Layton, deux autres patients avaient été identifiés dans le Queens. Le dimanche 29 août, ils étaient huit au Flushing Hospital Medical Center et dans d'autres hôpitaux du Queens. Tous les premiers patients résidaient à quelques kilomètres les uns des autres. Ils étaient également des jardiniers assidus le soir.
Les Centers for Disease Control and Prevention (C.D.C.) ont initialement identifié la maladie mystérieuse comme étant l'encéphalite de Saint-Louis le 3 septembre 1999 La ville de New York commence à pulvériser largement les moustiques plus tard le même jour. Cependant, les tests de laboratoire ont continué à déterminer une cause définitive des symptômes.
Le gouvernement fédéral américain a révisé son diagnostic, passant de l'encéphalite de Saint-Louis au virus du Nil occidental le 27 septembre 1999, citant les recherches de Duane J. Gubler, un expert du C.D.C. sur les arbovirus, ainsi que plusieurs décès d'oiseaux dans le Bronx, situé au nord du Queens.
Les experts de la santé attribuent à Deborah Asnis l'identification précoce du virus du Nil occidental aux États-Unis. Ses actions ont probablement empêché une épidémie plus étendue, Dans leur livre de 2003, The New Killer Diseases : How the Alarming Evolution of Germs Threatens Us All, les autrices Elinor Levy et Mark Fischetti ont fait l'éloge de la réaction du Dr Asnis aux symptômes, écrivant que « Asnis fait quelque chose que d'autres médecins n'auraient peut-être pas pris la peine de faire ». Ils ont ajouté que « l'un des pires problèmes de notre système de détection des maladies est que de nombreux médecins ne signalent jamais les cas de symptômes étranges, soit parce qu'ils ne sont pas sûrs de la maladie à laquelle ils sont confrontés, soit parce qu'ils ignorent l'obligation de le faire, soit tout simplement parce qu'ils n'y arrivent jamais. Deborah Asnis était très consciencieuse ».

### Biographie ultérieure
Deborah Asnis continue à exercer en tant que chef des maladies infectieuses au Flushing Hospital Medical Center.
Elle décède d'un cancer du sein au Memorial Sloan Kettering Cancer Center de Manhattan, à New York, le 12 septembre 2015, à l'âge de 59 ans. Elle laisse derrière elle son mari, Hal Kazdin, leurs fils, Joshua et Matthew Kazdin, et l'un de ses deux frères, Gregory Deborah Asnis. Sa mère, Ruth Deborah Asnis, décède le 18 septembre 2015.